# Pieni-Itikka
Pieni-Itikka är en ö i Finland. Den ligger i sjön Puruvesi och i kommunen Nyslott i  landskapet Södra Savolax, i den sydöstra delen av landet, 290 km nordost om huvudstaden Helsingfors. Öns största längd är 230 meter i sydväst-nordöstlig riktning.